# Fernando Morán López
Fernando Morán López (Avilés, 25 de marzo de 1926-Madrid, 19 de febrero de 2020) fue un diplomático, escritor y político español militante del Partido Socialista Obrero Español. Desempeñó el cargo de ministro de Asuntos Exteriores entre 1982 y 1985, durante el primer gobierno presidido por Felipe González.

## Biografía

### Primeros años
Su abuelo, natural de Naveces, Castrillón, había emigrado a Cuba, donde hizo cierto dinero. Regresó a Avilés, donde abrió el Café Colón, establecimiento neurálgico de la villa.
Fernando Morán se licenció en Derecho y en Ciencias Económicas por la Universidad de Madrid, cursó estudios de ampliación en Francia y Reino Unido e ingresó en la Escuela Diplomática en 1952.
Secretario de embajada, en 1954 contrajo matrimonio con María Luz Calvo-Sotelo Bustelo, hermana de Leopoldo Calvo-Sotelo (que fue presidente del Gobierno con la UCD), con quien tuvo tres hijos: María Luz, Fernando y Clara.
Integrante del llamado «grupo de Salamanca» en torno a Enrique Tierno Galván, corredactó junto a este último en enero de 1957 el documento que se vino a llamar «de las tres hipótesis» (que gozó de la aquiescencia de José María Gil-Robles y Dionisio Ridruejo) que planteaba una acción conjunta contra el régimen franquista. Así, fue uno de los fundadores del Partido Socialista del Interior en 1967.
Como diplomático estuvo destinado en Buenos Aires, Lisboa y Londres. Además ocupó a partir de 1968 diversos puestos en el Ministerio de Asuntos Exteriores, como el de subsecretario para asuntos africanos hasta 1971, y fue por cuatro ocasiones miembro de la Delegación española en la ONU hasta que en 1973 fue nombrado, con Manuel Fraga de embajador en Londres, cónsul General en dicha ciudad británica. Asimismo, entre 1976 y 1977 fue director general de Política Exterior para África y Asia Continental.

### Transición
Reconstituido el Partido Socialista del Interior como Partido Socialista Popular (PSP) en 1974, Morán participó activamente en las negociaciones para unir dicho partido al PSOE.
Fue senador en la Legislatura Constituyente y en la I Legislatura y Diputado en la II Legislatura por la provincia de Jaén. Con anterioridad había ocupado el cargo de Consejero del ente preautonómico de Asturias.

### Ministro de Exteriores

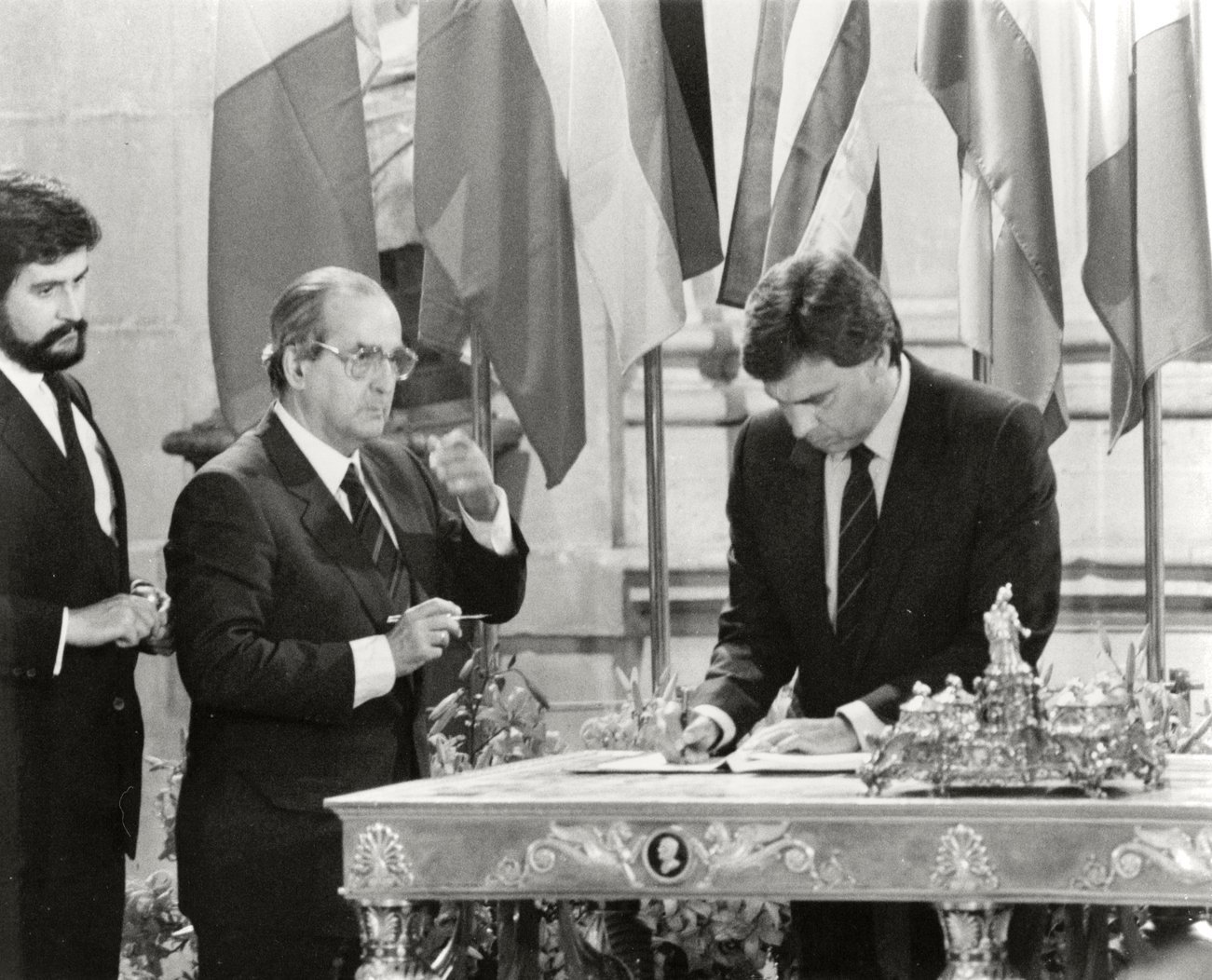
Fernando Morán y Manuel Marín observando a Felipe González firmar el tratado de adhesión a las Comunidades Europeas el 12 de junio de 1985 en el Palacio Real de Madrid.

Como ministro de Asuntos Exteriores finalizó las negociaciones con la Comunidad Europea para el ingreso de España en dicho organismo internacional, hecho que ocurrió durante su mandato. 
Abrió el 5 de febrero de 1985 la verja que impedía el acceso desde España a Gibraltar e inició las conversaciones con los Estados Unidos para disminuir la presencia militar de este país en España. El resultado de dichas conversaciones fue un nuevo acuerdo por el que España pasaría a compartir las bases. Sus dudas respecto a la política oficial sobre el alcance de la participación de España en la OTAN motivaron el relevo en el ministerio.
Fue uno de los ministros más representativos de una escuela de pensamiento en la política exterior española preconizadora de una línea proárabe.

### Actividad posterior
El 6 de noviembre de 1985 fue nombrado embajador ante las Naciones Unidas. En las primeras elecciones al Parlamento Europeo celebradas en España el 10 de junio de 1987, Morán encabezó la candidatura del PSOE y resultó elegido eurodiputado. Renovó su escaño en las elecciones al Parlamento Europeo de 1989, y en las elecciones al Parlamento Europeo de 1994.
Morán concurrió como cabeza de lista de la candidatura del PSOE de cara a las elecciones municipales de junio de 1999 en Madrid. La lista del PSOE obtuvo 20 escaños, continuando así en la oposición. Portavoz del grupo municipal socialista, Morán renunció a su acta de concejal en diciembre de 2000, prometiendo seguir trabajando por Madrid como «un vecino anónimo».
Entre otras instituciones a las que pertenecía, formó parte del Club de Roma y del Ateneo de Madrid.

## Fallecimiento
Desde principio del mes de febrero de 2020 su estado de salud había empeorado impidiéndole asistir el 4 de febrero a una cena organizada por la ministra Arancha González Laya, para los que fueron Ministros de Asuntos Exteriores en los gobiernos anteriores, a la que fue invitado. Falleció a los noventa y tres años en Madrid la madrugada del 19 de febrero de 2020. La capilla ardiente fue instalada en el tanatorio de Pozuelo de Alarcón.

## Reconocimientos
- Gran Cruz de la Orden de Isabel la Católica (1985)[10]
- Gran Cruz de la Real y Muy Distinguida Orden de Carlos III (1986)[11]
- Gran Cruz de la Orden Civil de Alfonso X el Sabio (1997)[12]
- Medalla de Oro de Asturias (2006)[13][14]

## Obras
- También se muere el mar, 1958.
- El profeta, 1961.
- José Giménez, promotor de ideas, 1963.
- Nación y alienación en la literatura negro-africana, 1961.
- El nuevo Reino, 1967.
- Revolución y tradición en África negra, 1971.
- Novela y semidesarrollo, 1971.
- Explicación de una limitación, 1971.
- La destrucción del lenguaje y otros ensayos, 1982.
- Una política exterior para España, 1982.
- España en su sitio, 1990.
- Los tiempos muertos y otras anotaciones, 1990.